# Epicauta oregona
Epicauta oregona är en skalbaggsart som beskrevs av Horn 1875. Epicauta oregona ingår i släktet Epicauta och familjen oljebaggar. Inga underarter finns listade i Catalogue of Life.